# Werner von Aesch
Werner von Aesch (* 4. Dezember 1927 auf Sumatra; † 29. Dezember 2008 in Schlieren) war ein Schweizer Kabarettist und Mitgründer des Cabaret Rotstift.
Werner von Aesch war der Sohn des Schweizer Mechanikers Adolf von Aesch (1876–1963) und dessen Frau Anna. Adolf von Aesch arbeitete als Verwalter der Indragiri-Plantagen in Rengat, Riau. Mit sieben Jahren kam Werner von Aesch in die Schweiz. Von 1935 bis 1940 besuchte er die Primarschule in Suberg, Gemeinde Grossaffoltern, im Kanton Bern; die sechste Klasse der Primarschule absolvierte er im Quartier Bruggen von St. Gallen. Von 1941 bis 1944 war er drei Jahre an der Sekundarschule Bürgli in St. Gallen. Nachdem er von 1944 bis 1949 das Evangelische Lehrerseminar in Zürich-Unterstrass absolviert hatte, unterrichtete er von 1950 bis 1988 in Schlieren. Dort gründete er im Jahr 1954 zusammen mit Kollegen das Cabaret Rotstift. Drei Jahre später entstand mit den dortigen Schülern der Kinderchor Schlieremer Chind.
Von Aeschs Sprüche wie «Vo Planig kei Ahnig!» (Von Planung keine Ahnung!) oder «Wänn mal so schön gsi bisch wien ich, isches schwer. Bringsch es fasch nüme wäg.» (Wenn du einmal so schön wie ich gewesen bist, ist es schwer. Du bringst es kaum noch weg) wurden schnell zum Allgemeingut. Zudem war er in beinahe 400 Samschtig-Jass-Sendungen dabei.
Werner von Aesch führte bis zu seiner Pensionierung den Kinderchor und übergab diesen dann seinem Sohn Martin. Nach der letzten Tournée von Cabaret Rotstift im Jahr 2002 bestritt er gelegentlich noch Einzelauftritte unter dem Pseudonym «Jimmy Muff».
1950 heiratete er Elsbeth Wehrli, mit der er drei Kinder grosszog. Von Aesch starb im Alter von 81 Jahren an den Folgen eines Hirnschlags.